# Interlands Bulgaars voetbalelftal 1930-1939
Deze pagina toont een chronologisch en gedetailleerd overzicht van de interlands die het Bulgaars voetbalelftal heeft gespeeld in de periode 1930 – 1939.

## Interlands

### 1930
|                                                                      | |       |                    |                                                                             |
| 13 april Vriendschappelijk № 14 «onderlinge duels» 16:00 uur (UTC+1) | Joegoslavië                                                                                          | 6 – 1 | Bulgarije          | Stadion BSK, Belgrado Toeschouwers: 8.000 Scheidsrechter: Sándor Bíró (HUN) |
| 13 april Vriendschappelijk № 14 «onderlinge duels» 16:00 uur (UTC+1) | Đorđe Vujadinović 2', 81' Blagoje Marjanović 22', 80' Aleksandar Tirnanić 57' Branislav Hrnjiček 89' |       | 35' Nikola Staykov | Stadion BSK, Belgrado Toeschouwers: 8.000 Scheidsrechter: Sándor Bíró (HUN) |

|                                                   |                                        |       |                                                 |                                                                            |
| 15 juni Vriendschappelijk № 15 «onderlinge duels» | Bulgarije                              | 2 – 2 | Joegoslavië                                     | Levski Field, Sofia Toeschouwers: 15.000 Scheidsrechter: Sándor Bíró (HUN) |
| 15 juni Vriendschappelijk № 15 «onderlinge duels» | Velcho Stoyanov 16' Nikola Staykov 74' |       | 57' Aleksandar Tirnanić 87' Dragutin Najdanović | Levski Field, Sofia Toeschouwers: 15.000 Scheidsrechter: Sándor Bíró (HUN) |

|                                                      |           |             |           |                                                                                |
| 5 augustus Vriendschappelijk № 16 «onderlinge duels» | Bulgarije | 0 – 2       | Hongarije | Levski Field, Sofia Toeschouwers: 5.000 Scheidsrechter: Ivan Batandzhiev (BUL) |
| 5 augustus Vriendschappelijk № 16 «onderlinge duels» |           | Goal · Goal |           | Levski Field, Sofia Toeschouwers: 5.000 Scheidsrechter: Ivan Batandzhiev (BUL) |

|                                                                         |                                                                                 |       |                                              |                                                                             |
| 12 oktober Balkan Cup 1929/31 № 17 «onderlinge duels» 16:00 uur (UTC+2) | Bulgarije                                                                       | 5 – 3 | Roemenië                                     | Slaviastadion, Sofia Toeschouwers: 10.000 Scheidsrechter: Jovan Ružić (YUG) |
| 12 oktober Balkan Cup 1929/31 № 17 «onderlinge duels» 16:00 uur (UTC+2) | Nikola Staykov 11' (pen.) Velcho Stoyanov 34' Asen Peshev 47' Vasil Vasilev 50' |       | 23', 43' Rudi Wetzer 71' (e.d.) Liuben Gikov | Slaviastadion, Sofia Toeschouwers: 10.000 Scheidsrechter: Jovan Ružić (YUG) |

|                                                                          |           |                                                              |             |                                                                                      |
| 16 november Balkan Cup 1929/31 № 18 «onderlinge duels» 15:00 uur (UTC+2) | Bulgarije | 0 – 3                                                        | Joegoslavië | Slaviastadion, Sofia Toeschouwers: 15.000 Scheidsrechter: Apostolos Nikolaidis (GRE) |
| 16 november Balkan Cup 1929/31 № 18 «onderlinge duels» 15:00 uur (UTC+2) |           | 7' Leo Lemešić 27' Blagoje Marjanović 78' Boris Praunsperger |             | Slaviastadion, Sofia Toeschouwers: 15.000 Scheidsrechter: Apostolos Nikolaidis (GRE) |

|                                                                         |                                                              |       |                 |                                                                                           |
| 7 december Balkan Cup 1929/31 № 19 «onderlinge duels» 15:00 uur (UTC+2) | Griekenland                                                  | 6 – 1 | Bulgarije       | Leoforos Alexandrasstadion, Athene Toeschouwers: 15.000 Scheidsrechter: Jovan Ružić (YUG) |
| 7 december Balkan Cup 1929/31 № 19 «onderlinge duels» 15:00 uur (UTC+2) | Antonis Tsolinas 4', 50', 51', 60' Angelos Messaris 10', 15' |       | 56' Asen Peshev | Leoforos Alexandrasstadion, Athene Toeschouwers: 15.000 Scheidsrechter: Jovan Ružić (YUG) |

### 1931
|                                                                       |                        |       |           |                                                                                |
| 19 april Balkan Cup 1929/31 № 20 «onderlinge duels» 16:15 uur (UTC+1) | Joegoslavië            | 1 – 0 | Bulgarije | Stadion BSK, Belgrado Toeschouwers: 10.000 Scheidsrechter: Denis Xifando (ROU) |
| 19 april Balkan Cup 1929/31 № 20 «onderlinge duels» 16:15 uur (UTC+1) | Blagoje Marjanović 21' |       |           | Stadion BSK, Belgrado Toeschouwers: 10.000 Scheidsrechter: Denis Xifando (ROU) |

|                                                                        |                                                                    |       |                                     | |
| 10 mei Balkan Cup 1929/31 № 21 «onderlinge duels» 17:00 uur (UTC+1:44) | Roemenië                                                           | 5 – 2 | Bulgarije                           | Stadionul Oficiul Național de Educație Fizică, Boekarest Toeschouwers: 12.000 Scheidsrechter: Ernest Fabris (YUG) |
| 10 mei Balkan Cup 1929/31 № 21 «onderlinge duels» 17:00 uur (UTC+1:44) | Graţian Sepi 25' Iuliu Bodola 50', 66' Constantin Stanciu 68', 81' |       | 51' Mihail Lozanov 89' Asen Panchev | Stadionul Oficiul Național de Educație Fizică, Boekarest Toeschouwers: 12.000 Scheidsrechter: Ernest Fabris (YUG) |

|                                                                    |                                        |       |             |                                                                                  |
| 17 mei Vriendschappelijk № 22 «onderlinge duels» 17:30 uur (UTC+2) | Bulgarije                              | 2 – 2 | Italië      | Joenakstadion, Sofia Toeschouwers: 20.000 Scheidsrechter: Mihály Iváncsics (HUN) |
| 17 mei Vriendschappelijk № 22 «onderlinge duels» 17:30 uur (UTC+2) | Mihail Lozanov 36' Velcho Stoyanov 65' |       | Goal · Goal | Joenakstadion, Sofia Toeschouwers: 20.000 Scheidsrechter: Mihály Iváncsics (HUN) |

|                                                                        |                                                                  |       |                 |                                                                                  |
| 27 september Balkan Cup 1931 № 23 «onderlinge duels» 14:00 uur (UTC+2) | Bulgarije                                                        | 5 – 1 | Turkije         | Joenakstadion, Sofia Toeschouwers: 10.000 Scheidsrechter: Mihály Iváncsics (HUN) |
| 27 september Balkan Cup 1931 № 23 «onderlinge duels» 14:00 uur (UTC+2) | Mihail Lozanov 4' Asen Panchev 50', 76', 80' Velcho Stoyanov 56' |       | 31' Hakkı Yeten | Joenakstadion, Sofia Toeschouwers: 10.000 Scheidsrechter: Mihály Iváncsics (HUN) |

|                                                   |                                                           |       |                                               |                                                                                  |
| 4 oktober Balkan Cup 1931 № 24 «onderlinge duels» | Bulgarije                                                 | 3 – 2 | Joegoslavië                                   | Joenakstadion, Sofia Toeschouwers: 15.000 Scheidsrechter: Mihály Iváncsics (HUN) |
| 4 oktober Balkan Cup 1931 № 24 «onderlinge duels» | Mihail Lozanov 50' Ljoebomir Angelov 56' Asen Panchev 86' |       | 3' Aleksandar Tirnanić 20' Blagoje Marjanović | Joenakstadion, Sofia Toeschouwers: 15.000 Scheidsrechter: Mihály Iváncsics (HUN) |

|                                                                         |                                       |       |                  |                                                                             |
| 25 oktober Balkan Cup 1929/31 № 25 «onderlinge duels» 15:30 uur (UTC+2) | Bulgarije                             | 2 – 1 | Griekenland      | Joenakstadion, Sofia Toeschouwers: 10.000 Scheidsrechter: Jovan Ružić (YUG) |
| 25 oktober Balkan Cup 1929/31 № 25 «onderlinge duels» 15:30 uur (UTC+2) | Asen Peshev 20' Ljoebomir Angelov 83' |       | 10' Nikos Kitsos | Joenakstadion, Sofia Toeschouwers: 10.000 Scheidsrechter: Jovan Ružić (YUG) |

### 1932
|                                                                      |                           |       |           |                                                                                     |
| 20 maart Vriendschappelijk № 26 «onderlinge duels» 15:00 uur (UTC+1) | Italië                    | 4 – 0 | Bulgarije | Stadio Silvio Appiani, Padua Toeschouwers: 12.000 Scheidsrechter: Ferenc Kann (HUN) |
| 20 maart Vriendschappelijk № 26 «onderlinge duels» 15:00 uur (UTC+1) | Goal · Goal · Goal · Goal |       |           | Stadio Silvio Appiani, Padua Toeschouwers: 12.000 Scheidsrechter: Ferenc Kann (HUN) |

|                                                                      |                          |       |                                        |                                                                                             |
| 27 maart Vriendschappelijk № 27 «onderlinge duels» 15:30 uur (UTC+2) | Griekenland              | 1 – 2 | Bulgarije                              | Leoforos Alexandrasstadion, Athene Toeschouwers: 15.000 Scheidsrechter: Ernest Fabris (YUG) |
| 27 maart Vriendschappelijk № 27 «onderlinge duels» 15:30 uur (UTC+2) | Theologos Simeonidis 33' |       | 50' Asen Panchev 71' Ljoebomir Angelov | Leoforos Alexandrasstadion, Athene Toeschouwers: 15.000 Scheidsrechter: Ernest Fabris (YUG) |

|                                                                      |                                       |       |             |                                                                                                   |
| 30 maart Vriendschappelijk № 28 «onderlinge duels» 14:00 uur (UTC+2) | Griekenland                           | 2 – 2 | Bulgarije   | Leoforos Alexandrasstadion, Athene Toeschouwers: 12.000 Scheidsrechter: Stavros Hatzopoulos (GRE) |
| 30 maart Vriendschappelijk № 28 «onderlinge duels» 14:00 uur (UTC+2) | Asen Panchev 6' Ljoebomir Angelov 88' |       | Goal · Goal | Leoforos Alexandrasstadion, Athene Toeschouwers: 12.000 Scheidsrechter: Stavros Hatzopoulos (GRE) |

|                                                    |                 |       |           |                                                                            |
| 24 april Vriendschappelijk № 29 «onderlinge duels» | Bulgarije       | 1 – 1 | Hongarije | Joenakstadion, Sofia Toeschouwers: .000 Scheidsrechter: Nikola Ninov (BUL) |
| 24 april Vriendschappelijk № 29 «onderlinge duels» | Asen Panchev 7' |       |           | Joenakstadion, Sofia Toeschouwers: .000 Scheidsrechter: Nikola Ninov (BUL) |

|                                                  |                                   |       |                                                     |                                                                              |
| 9 juni Vriendschappelijk № 30 «onderlinge duels» | Bulgarije                         | 3 – 5 | Frankrijk                                           | Joenakstadion, Sofia Toeschouwers: 6.000 Scheidsrechter: Ernest Fabris (YUG) |
| 9 juni Vriendschappelijk № 30 «onderlinge duels» | Asen Panchev 55', 66', 77' (pen.) |       | 1' Joseph Rodriguez 6', 16', 28', 47' Jean Sécember | Joenakstadion, Sofia Toeschouwers: 6.000 Scheidsrechter: Ernest Fabris (YUG) |

|                                                                   |                      |       |          |                                                                              |
| 26 juni Balkan Cup 1932 № 31 «onderlinge duels» 15:30 uur (UTC+1) | Bulgarije            | 2 – 0 | Roemenië | Stadion BSK, Belgrado Toeschouwers: 5.000 Scheidsrechter: Mika Popović (YUG) |
| 26 juni Balkan Cup 1932 № 31 «onderlinge duels» 15:30 uur (UTC+1) | Asen Peshev 65', 89' |       |          | Stadion BSK, Belgrado Toeschouwers: 5.000 Scheidsrechter: Mika Popović (YUG) |

|                                                                   |                              |       |                                                          |                                                                                     |
| 30 juni Balkan Cup 1932 № 32 «onderlinge duels» 17:30 uur (UTC+1) | Joegoslavië                  | 2 – 3 | Bulgarije                                                | Stadion BSK, Belgrado Toeschouwers: 6.000 Scheidsrechter: Stavros Hatzopoulos (GRE) |
| 30 juni Balkan Cup 1932 № 32 «onderlinge duels» 17:30 uur (UTC+1) | Aleksandar Živković 84', 89' |       | 4' Ljoebomir Angelov 35' Asen Panchev 47' Mihail Lozanov | Stadion BSK, Belgrado Toeschouwers: 6.000 Scheidsrechter: Stavros Hatzopoulos (GRE) |

|                                                                  |                                       |       |             |                                                                                          |
| 2 juli Balkan Cup 1932 № 33 «onderlinge duels» 17:30 uur (UTC+1) | Bulgarije                             | 2 – 0 | Griekenland | Stadion Beogradski S.K., Belgrado Toeschouwers: 3.500 Scheidsrechter: Radu Istrate (ROU) |
| 2 juli Balkan Cup 1932 № 33 «onderlinge duels» 17:30 uur (UTC+1) | Asen Peshev 62' Ljoebomir Angelov 85' |       |             | Stadion Beogradski S.K., Belgrado Toeschouwers: 3.500 Scheidsrechter: Radu Istrate (ROU) |

|                                                                        |                                                            |       |                                           |                                                                                   |
| 4 november Vriendschappelijk № 34 «onderlinge duels» 15:00 uur (UTC+2) | Turkije                                                    | 2 – 3 | Bulgarije                                 | Taksimstadion, Istanbul Toeschouwers: 5.000 Scheidsrechter: Bora Vasiljević (YUG) |
| 4 november Vriendschappelijk № 34 «onderlinge duels» 15:00 uur (UTC+2) | Eşref Bilgiç 6' Selahattin Almay 52' Ljoebomir Angelov 81' |       | 55' Nikola Staykov 63' (pen.) Asen Peshev | Taksimstadion, Istanbul Toeschouwers: 5.000 Scheidsrechter: Bora Vasiljević (YUG) |

### 1933
|                                                                  | |        |           |                                                                                        |
| 21 mei Vriendschappelijk № 35 «onderlinge duels» 17:00 uur (UTC) | Spanje | 13 – 0 | Bulgarije | Estadio Chamartín, Madrid Toeschouwers: 60.000 Scheidsrechter: António Palhinhas (POR) |
| 21 mei Vriendschappelijk № 35 «onderlinge duels» 17:00 uur (UTC) | Chacho 6', 9', 29', 68', 87' Luis Regueiro 29', 77' Julio Elícegui 40', 42', 59' Todor Mishtalov 46' (e.d.) Crisanto Bosch 85' |        |           | Estadio Chamartín, Madrid Toeschouwers: 60.000 Scheidsrechter: António Palhinhas (POR) |

|                                                                  |                                                                           |       |           | |
| 4 juni Balkan Cup 1933 № 36 «onderlinge duels» 16:30 uur (UTC+3) | Roemenië                                                                  | 7 – 0 | Bulgarije | Stadionul Oficiul Național de Educație Fizică, Boekarest Toeschouwers: 15.000 Scheidsrechter: Stavros Hatzopoulos (GRE) |
| 4 juni Balkan Cup 1933 № 36 «onderlinge duels» 16:30 uur (UTC+3) | Petea Vâlcov 11', 76' Ştefan Dobay 53', 62' Gheorghe Ciolac 57', 61', 66' |       |           | Stadionul Oficiul Național de Educație Fizică, Boekarest Toeschouwers: 15.000 Scheidsrechter: Stavros Hatzopoulos (GRE) |

|                                                                  |           |                                                       |             | |
| 7 juni Balkan Cup 1933 № 37 «onderlinge duels» 18:00 uur (UTC+3) | Bulgarije | 0 – 4                                                 | Joegoslavië | Stadionul Oficiul Național de Educație Fizică, Boekarest Toeschouwers: 5.000 Scheidsrechter: Stavros Hatzopoulos (GRE) |
| 7 juni Balkan Cup 1933 № 37 «onderlinge duels» 18:00 uur (UTC+3) |           | 10', 54', 75' Mirko Kokotović 22' Aleksandar Živković |             | Stadionul Oficiul Național de Educație Fizică, Boekarest Toeschouwers: 5.000 Scheidsrechter: Stavros Hatzopoulos (GRE) |

|                                                 |                           |       |             | |
| 10 juni Balkan Cup 1933 № 38 «onderlinge duels» | Bulgarije                 | 2 – 0 | Griekenland | Stadionul Oficiul Național de Educație Fizică, Boekarest Toeschouwers: 8.000 Scheidsrechter: Costel Radulescu (ROU) |
| 10 juni Balkan Cup 1933 № 38 «onderlinge duels» | Vladimir Todorov 85', 88' |       |             | Stadionul Oficiul Național de Educație Fizică, Boekarest Toeschouwers: 8.000 Scheidsrechter: Costel Radulescu (ROU) |

### 1934
|                                                                        |                     |       |           |                                                                                                   |
| 4 februari Vriendschappelijk № 39 «onderlinge duels» 15:00 uur (UTC+2) | Griekenland         | 1 – 0 | Bulgarije | Leoforos Alexandrasstadion, Athene Toeschouwers: 10.000 Scheidsrechter: Stavros Hatzopoulos (GRE) |
| 4 februari Vriendschappelijk № 39 «onderlinge duels» 15:00 uur (UTC+2) | Daniil Danelian 30' |       |           | Leoforos Alexandrasstadion, Athene Toeschouwers: 10.000 Scheidsrechter: Stavros Hatzopoulos (GRE) |

|                                                    |                       |       |                            |                                                                             |
| 18 maart Vriendschappelijk № 40 «onderlinge duels» | Bulgarije             | 1 – 2 | Joegoslavië                | Athletic Park, Sofia Toeschouwers: 6.500 Scheidsrechter: Nikola Dosev (BUL) |
| 18 maart Vriendschappelijk № 40 «onderlinge duels» | Ljoebomir Angelov 66' |       | 8', 30' Blagoje Marjanović | Athletic Park, Sofia Toeschouwers: 6.500 Scheidsrechter: Nikola Dosev (BUL) |

|                                                                         |                       |       |                                                                            |                                                                               |
| 25 maart WK 1934 kwalificatie № 41 «onderlinge duels» 15:30 uur (UTC+2) | Bulgarije             | 1 – 4 | Hongarije                                                                  | Athletic Park, Sofia Toeschouwers: 10.000 Scheidsrechter: Denis Xifando (ROU) |
| 25 maart WK 1934 kwalificatie № 41 «onderlinge duels» 15:30 uur (UTC+2) | Dimitar Baykushev 27' |       | 29' György Sárosi 61' (pen.) Gábor P. Szabó 88' Géza Toldi 89' Imre Markos | Athletic Park, Sofia Toeschouwers: 10.000 Scheidsrechter: Denis Xifando (ROU) |

|                                                                     |                                                    |       |                                                  |                                                                              |
| 1 april Vriendschappelijk № 42 «onderlinge duels» 16:00 uur (UTC+1) | Joegoslavië                                        | 2 – 3 | Bulgarije                                        | Stadion BSK, Belgrado Toeschouwers: 8.000 Scheidsrechter: Mika Popović (YUG) |
| 1 april Vriendschappelijk № 42 «onderlinge duels» 16:00 uur (UTC+1) | Vladimir Kragić 75' Aleksandar Živković 75' (pen.) |       | 63' Ljoebomir Angelov 82', 86' Dimitar Baykushev | Stadion BSK, Belgrado Toeschouwers: 8.000 Scheidsrechter: Mika Popović (YUG) |

|                                                                         |                                                                                       |       |                    |                                                                                   |
| 25 april WK 1934 kwalificatie № 43 «onderlinge duels» 17:00 uur (UTC+1) | Oostenrijk                                                                            | 6 – 1 | Bulgarije          | Prater-Stadion, Wenen Toeschouwers: 25.000 Scheidsrechter: František Cejnar (TCH) |
| 25 april WK 1934 kwalificatie № 43 «onderlinge duels» 17:00 uur (UTC+1) | Johann Horvath 19', 22', 33' Karl Zischek 59' Rudolf Viertl 62' Matthias Sindelar 67' |       | 66' Mihail Lozanov | Prater-Stadion, Wenen Toeschouwers: 25.000 Scheidsrechter: František Cejnar (TCH) |

|                                                                         |                                              |       |                      |                                                                                                 |
| 29 april WK 1934 kwalificatie № 44 «onderlinge duels» 17:00 uur (UTC+1) | Hongarije                                    | 4 – 1 | Bulgarije            | Hungária Körúti Stadion, Boedapest Toeschouwers: 10.000 Scheidsrechter: Hans Frankenstein (AUT) |
| 29 april WK 1934 kwalificatie № 44 «onderlinge duels» 17:00 uur (UTC+1) | Gábor P. Szabó 9', 58' József Solti 60', 73' |       | 61' Vladimir Todorov | Hungária Körúti Stadion, Boedapest Toeschouwers: 10.000 Scheidsrechter: Hans Frankenstein (AUT) |

|                                                                          |                                          |       |                                                                           |                                                                                                   |
| 25 december Balkan Cup 1934/35 № 45 «onderlinge duels» 15:00 uur (UTC+2) | Bulgarije                                | 3 – 4 | Joegoslavië                                                               | Leoforos Alexandrasstadion, Athene Toeschouwers: 6.000 Scheidsrechter: Sotiris Asprogerakas (GRE) |
| 25 december Balkan Cup 1934/35 № 45 «onderlinge duels» 15:00 uur (UTC+2) | Asen Peshev 1', 78' Vladimir Todorov 23' |       | 3' Branislav Sekulić 7' Aleksandar Tomašević 28', 48' Aleksandar Tirnanić | Leoforos Alexandrasstadion, Athene Toeschouwers: 6.000 Scheidsrechter: Sotiris Asprogerakas (GRE) |

|                                                                          |                            |       |                                                       |                                                                                                   |
| 30 december Balkan Cup 1934/35 № 46 «onderlinge duels» 15:00 uur (UTC+2) | Bulgarije                  | 2 – 3 | Roemenië                                              | Leoforos Alexandrasstadion, Athene Toeschouwers: 2.500 Scheidsrechter: Sotiris Asprogerakas (GRE) |
| 30 december Balkan Cup 1934/35 № 46 «onderlinge duels» 15:00 uur (UTC+2) | Ljoebomir Angelov 44', 51' |       | 14' Iuliu Bodola 31' Iuliu Bodola 37' Gheorghe Ciolac | Leoforos Alexandrasstadion, Athene Toeschouwers: 2.500 Scheidsrechter: Sotiris Asprogerakas (GRE) |

### 1935
|                                                                        |                                    |       |                    |                                                                                               |
| 1 januari Balkan Cup 1934/35 № 47 «onderlinge duels» 13:30 uur (UTC+2) | Griekenland                        | 1 – 2 | Bulgarije          | Leoforos Alexandrasstadion, Athene Toeschouwers: 20.000 Scheidsrechter: Bora Vasiljević (YUG) |
| 1 januari Balkan Cup 1934/35 № 47 «onderlinge duels» 13:30 uur (UTC+2) | Giannis Vazos 51' Asen Panchev 84' |       | 44' Mihail Lozanov | Leoforos Alexandrasstadion, Athene Toeschouwers: 20.000 Scheidsrechter: Bora Vasiljević (YUG) |

|                                                                    |                                          |       |           |                                                                              |
| 26 mei Vriendschappelijk № 48 «onderlinge duels» 17:30 uur (UTC+2) | Bulgarije                                | 2 – 0 | Duitsland | Athletic Park, Sofia Toeschouwers: 15.000 Scheidsrechter: Nikola Dosev (BUL) |
| 26 mei Vriendschappelijk № 48 «onderlinge duels» 17:30 uur (UTC+2) | Nikola Staykov 85' Ljoebomir Angelov 88' |       |           | Athletic Park, Sofia Toeschouwers: 15.000 Scheidsrechter: Nikola Dosev (BUL) |

|                                                                   |                                                                    |       |                                     |                                                                                  |
| 16 juni Balkan Cup 1935 № 49 «onderlinge duels» 17:30 uur (UTC+2) | Bulgarije                                                          | 5 – 2 | Griekenland                         | Joenakstadion, Sofia Toeschouwers: 12.000 Scheidsrechter: Costel Radulescu (ROU) |
| 16 juni Balkan Cup 1935 № 49 «onderlinge duels» 17:30 uur (UTC+2) | Asen Peshev 23' Ljoebomir Angelov 26', 28', 63' Mihail Lozanov 68' |       | 21' Kostas Houmis 74' Kostas Houmis | Joenakstadion, Sofia Toeschouwers: 12.000 Scheidsrechter: Costel Radulescu (ROU) |

|                                                                   |                                                                                     |       |          |                                                                                     |
| 19 juni Balkan Cup 1935 № 50 «onderlinge duels» 17:30 uur (UTC+2) | Bulgarije                                                                           | 4 – 0 | Roemenië | Joenakstadion, Sofia Toeschouwers: 10.000 Scheidsrechter: Stavros Hatzopoulos (GRE) |
| 19 juni Balkan Cup 1935 № 50 «onderlinge duels» 17:30 uur (UTC+2) | Mihail Lozanov 11' Vuchko Yordanov 33' Asen Peshev 49' Petre Sucitulescu 62' (e.d.) |       |          | Joenakstadion, Sofia Toeschouwers: 10.000 Scheidsrechter: Stavros Hatzopoulos (GRE) |

|                                                 |                                 |       |                                                  |                                                                                     |
| 24 juni Balkan Cup 1935 № 51 «onderlinge duels» | Bulgarije                       | 3 – 3 | Joegoslavië                                      | Joenakstadion, Sofia Toeschouwers: 25.000 Scheidsrechter: Stavros Hatzopoulos (GRE) |
| 24 juni Balkan Cup 1935 № 51 «onderlinge duels» | Ljoebomir Angelov 25', 28', 66' |       | 2' Blagoje Marjanović 19', 75' Đorđe Vujadinović | Joenakstadion, Sofia Toeschouwers: 25.000 Scheidsrechter: Stavros Hatzopoulos (GRE) |

|                                                      |                                                                   |       |                                    |                                                                                            |
| 20 oktober Vriendschappelijk № 52 «onderlinge duels» | Duitsland                                                         | 4 – 2 | Bulgarije                          | Probstheidaer Stadion, Leipzig Toeschouwers: 29.000 Scheidsrechter: Mihály Iváncsics (HUN) |
| 20 oktober Vriendschappelijk № 52 «onderlinge duels» | Wilhelm Simetsreiter 29', 68' Ernst Lehner 30' Ernst Poertgen 73' |       | 53' Asen Peshev 63' Krum Stoichkov | Probstheidaer Stadion, Leipzig Toeschouwers: 29.000 Scheidsrechter: Mihály Iváncsics (HUN) |

### 1936
|                                                                  |                                                                                   |       |                                                                     | |
| 21 mei Balkan Cup 1936 № 53 «onderlinge duels» 17:30 uur (UTC+3) | Bulgarije                                                                         | 5 – 4 | Griekenland                                                         | Stadionul Oficiul Național de Educație Fizică, Boekarest Toeschouwers: 20.000 Scheidsrechter: Peco Bauwens (GER) |
| 21 mei Balkan Cup 1936 № 53 «onderlinge duels» 17:30 uur (UTC+3) | Asen Panchev 25', 76' Penko Rafailov 27' Ljoebomir Angelov 31' Mihail Lozanov 73' |       | 12' Antonis Migiakis 69' Kleanthis Vikelidis 84', 86' Kostas Houmis | Stadionul Oficiul Național de Educație Fizică, Boekarest Toeschouwers: 20.000 Scheidsrechter: Peco Bauwens (GER) |

|                                                                  |                                                                  |       |                       | |
| 24 mei Balkan Cup 1936 № 54 «onderlinge duels» 17:30 uur (UTC+3) | Roemenië                                                         | 4 – 1 | Bulgarije             | Stadionul Oficiul Național de Educație Fizică, Boekarest Toeschouwers: 20.000 Scheidsrechter: Peco Bauwens (GER) |
| 24 mei Balkan Cup 1936 № 54 «onderlinge duels» 17:30 uur (UTC+3) | Alexandru Schwartz 10', 55' Gheorghe Ciolac 66' Ştefan Dobay 78' |       | 35' Ljoebomir Angelov | Stadionul Oficiul Național de Educație Fizică, Boekarest Toeschouwers: 20.000 Scheidsrechter: Peco Bauwens (GER) |

|                                                                     |             |       |                  |                                                                             |
| 12 juli Vriendschappelijk № 55 «onderlinge duels» 18:00 uur (UTC+1) | Joegoslavië | 3 – 1 | Bulgarije        | Stadion BSK, Belgrado Toeschouwers: .000 Scheidsrechter: Gustav Krist (TCH) |
| 12 juli Vriendschappelijk № 55 «onderlinge duels» 18:00 uur (UTC+1) | ?           |       | 51' Asen Panchev | Stadion BSK, Belgrado Toeschouwers: .000 Scheidsrechter: Gustav Krist (TCH) |

### 1937
|                                                   |                                                                   |       |             |                                                                             |
| 11 juli Vriendschappelijk № 56 «onderlinge duels» | Bulgarije                                                         | 4 – 0 | Joegoslavië | Joenakstadion, Sofia Toeschouwers: 10.000 Scheidsrechter: Ferenc Gerő (HUN) |
| 11 juli Vriendschappelijk № 56 «onderlinge duels» | Ljoebomir Angelov 15', 88' Vuchko Yordanov 43' Penko Rafailov 47' |       |             | Joenakstadion, Sofia Toeschouwers: 10.000 Scheidsrechter: Ferenc Gerő (HUN) |

|                                                        |                                                          |       |                                       |                                                                              |
| 12 september Vriendschappelijk № 57 «onderlinge duels» | Bulgarije                                                | 3 – 3 | Polen                                 | Joenakstadion, Sofia Toeschouwers: 10.000 Scheidsrechter: Mika Popović (YUG) |
| 12 september Vriendschappelijk № 57 «onderlinge duels» | Kiril Iliev 3' Ljoebomir Angelov 29' Vuchko Yordanov 48' |       | 4' Józef Korbas 72', 74' Józef Korbas | Joenakstadion, Sofia Toeschouwers: 10.000 Scheidsrechter: Mika Popović (YUG) |

|                                                                           |                               |       |                   |                                                                                    |
| 7 november WK 1938 kwalificatie № 58 «onderlinge duels» 15:00 uur (UTC+2) | Bulgarije                     | 1 – 1 | Tsjecho-Slowakije | Joenakstadion, Sofia Toeschouwers: 15.000 Scheidsrechter: Rinaldo Barlassina (ITA) |
| 7 november WK 1938 kwalificatie № 58 «onderlinge duels» 15:00 uur (UTC+2) | Georgi Pachedzhiev 89' (pen.) |       | 44' Jan Říha      | Joenakstadion, Sofia Toeschouwers: 15.000 Scheidsrechter: Rinaldo Barlassina (ITA) |

### 1938
|                                                                    |                                                                              |       |                    |                                                                                      |
| 24 maart Vriendschappelijk № 59 «onderlinge duels» 15:30 uur (UTC) | Frankrijk                                                                    | 6 – 1 | Bulgarije          | Parc des Princes, Parijs Toeschouwers: 28.512 Scheidsrechter: Walter Lewington (ENG) |
| 24 maart Vriendschappelijk № 59 «onderlinge duels» 15:30 uur (UTC) | Jean Nicolas 6', 87' Alfred Aston 29', 52' Manu Aznar 79' Émile Veinante 83' |       | 67' Mihail Lozanov | Parc des Princes, Parijs Toeschouwers: 28.512 Scheidsrechter: Walter Lewington (ENG) |

|                                                                         |                                                                        |       |                   |                                                                             |
| 24 april WK 1938 kwalificatie № 60 «onderlinge duels» 16:30 uur (UTC+1) | Bulgarije                                                              | 6 – 0 | Tsjecho-Slowakije | Stadion Letná, Praag Toeschouwers: 31.458 Scheidsrechter: Pál Hertzka (HUN) |
| 24 april WK 1938 kwalificatie № 60 «onderlinge duels» 16:30 uur (UTC+1) | Ladislav Šimůnek 22', 79', 89' Oldřich Nejedlý 54', 74' Josef Ludl 71' |       |                   | Stadion Letná, Praag Toeschouwers: 31.458 Scheidsrechter: Pál Hertzka (HUN) |

|                                                     |                       |       |           |                                                                              |
| 2 oktober Vriendschappelijk № 61 «onderlinge duels» | Bulgarije             | 1 – 3 | Duitsland | Joenakstadion, Sofia Toeschouwers: 10.000 Scheidsrechter: Mika Popović (YUG) |
| 2 oktober Vriendschappelijk № 61 «onderlinge duels» | Ljoebomir Angelov 29' |       |           | Joenakstadion, Sofia Toeschouwers: 10.000 Scheidsrechter: Mika Popović (YUG) |

### 1939
|                                                  |                                                              |       |         |                                                                              |
| 24 mei Vriendschappelijk № 62 «onderlinge duels» | Bulgarije                                                    | 3 – 0 | Letland | Joenakstadion, Sofia Toeschouwers: 12.000 Scheidsrechter: Mika Popović (YUG) |
| 24 mei Vriendschappelijk № 62 «onderlinge duels» | Nikola Bobev 6' Ljoebomir Angelov 18' Georgi Pachedzhiev 43' |       |         | Joenakstadion, Sofia Toeschouwers: 12.000 Scheidsrechter: Mika Popović (YUG) |

|                                                      |                     |       |                                  |                                                                                 |
| 22 oktober Vriendschappelijk № 63 «onderlinge duels» | Bulgarije           | 1 – 2 | Duitsland                        | Joenakstadion, Sofia Toeschouwers: 15.000 Scheidsrechter: Vasa Stefanović (YUG) |
| 22 oktober Vriendschappelijk № 63 «onderlinge duels» | Vuchko Yordanov 72' |       | 21' Adolf Urban 39' Edmund Conen | Joenakstadion, Sofia Toeschouwers: 15.000 Scheidsrechter: Vasa Stefanović (YUG) |

BFS · A-internationals · Selecties · Bondscoaches · Bulgaars vrouwenelftal · Olympisch elftal · Bulgarije U21 · Bulgarije U20 · Bulgarije U19 · Bulgarije U18 · Bulgarije U17 · Bulgarije U16
1924 – 1929 · 
1930 – 1939 · 
1940 – 1949 · 
1950 – 1959 · 
1960 – 1969 · 
1970 – 1979 · 
1980 – 1989 · 
1990 – 1999 · 
2000 – 2009 · 
2010 – 2019 ·
2020 − 2029
EK 1996 · 
EK 2004
WK 1962 · 
WK 1966 · 
WK 1970 · 
WK 1974 · 
WK 1986 · 
WK 1994 · 
WK 1998
OS 1924 · 
OS 1952 · 
OS 1956 · 
OS 1960 · 
OS 1968
1924 · 
1925 · 
1926 · 
1927 · 
1928 ·
1929 · 
1930 · 
1931 · 
1932 · 
1933 · 
1934 · 
1935 · 
1936 · 
1937 · 
1938 · 
1939 · 
1940 · 
1941 ·
1942 · 
1943 · 
1944 · 1945 · 
1946 ·
1947 · 
1948 · 
1949 · 
1950 · 
1952 · 
1952 · 
1953 · 
1954 · 
1955 · 
1956 · 
1957 · 
1958 · 
1959 · 
1960 · 
1961 · 
1962 · 
1963 · 
1964 · 
1965 · 
1966 · 
1967 · 
1968 · 
1969 · 
1970 · 
1971 · 
1972 · 
1973 · 
1974 · 
1975 · 
1976 · 
1977 · 
1978 · 
1979 · 
1980 · 
1981 · 
1982 · 
1983 · 
1984 · 
1985 · 
1986 · 
1987 · 
1988 · 
1989 · 
1990 · 
1991 · 
1992 · 
1993 · 
1994 · 
1995 · 
1996 · 
1997 · 
1998 · 
1999 · 
2000 · 
2001 · 
2002 · 
2003 · 
2004 · 
2005 · 
2006 · 
2007 · 
2008 · 
2009 · 
2010 · 
2011 · 
2012 · 
2013 · 
2014 · 
2015 ·
2016 ·
2017 ·
2018 ·
2019 ·
2020 ·
2021 ·
2022 ·
2023 ·
2024
Albanië ·
Algerije ·
Andorra ·
Argentinië ·
Armenië ·
Australië ·
Azerbeidzjan ·
België ·
Bolivia ·
Bosnië en Herzegovina ·
Brazilië ·
Canada · 
Chili ·
Cuba ·
Cyprus ·
DDR ·
Denemarken ·
Duitsland ·
Ecuador ·
Egypte ·
Engeland ·
Estland ·
Finland ·
Frankrijk ·
Georgië ·
Gibraltar ·
Griekenland ·
Hongarije ·
Ierland ·
IJsland ·
Indonesië ·
Iran ·
Israël ·
Italië ·
Jamaica ·
Japan ·
Joegoslavië ·
Jordanië ·
Kameroen ·
Kazachstan ·
Koeweit ·
Kosovo ·
Kroatië ·
Letland ·
Libanon ·
Litouwen ·
Luxemburg ·
Malta ·
Marokko ·
Mexico ·
Moldavië ·
Montenegro ·
Nederland ·
Nieuw-Caledonië ·
Nigeria ·
Noord-Ierland ·
Noord-Korea ·
Noord-Macedonië ·
Noorwegen ·
Oekraïne ·
Oman ·
Oostenrijk ·
Paraguay ·
Peru ·
Polen ·
Portugal ·
Qatar ·
Roemenië ·
Rusland ·
San Marino ·
Saoedi-Arabië ·
Schotland ·
Servië ·
Servië en Montenegro ·
Slovenië ·
Slowakije ·
Sovjet-Unie ·
Spanje ·
Tanzania ·
Thailand ·
Tsjechië ·
Tsjecho-Slowakije ·
Tunesië ·
Turkije ·
Uruguay ·
Verenigde Arabische Emiraten ·
Wales ·
Wit-Rusland ·
Zuid-Afrika ·
Zuid-Korea ·
Zweden ·
Zwitserland
België · Bulgarije · Denemarken · Duitsland · Engeland · Estland · Finland · Frankrijk · Griekenland · Hongarije · Ierland · Israël · Italië · Joegoslavië · Letland · Litouwen · Luxemburg · Nederland · Noord-Ierland · Noorwegen · Oostenrijk · Polen · Portugal · Roemenië · Schotland · Spanje · Tsjecho-Slowakije · Turkije · Wales · Zweden · Zwitserland